# Norteño (liqueur)
Pour le genre musical, voir Musique norteña.
 (juillet 2021).
Le Norteño est une boisson alcoolisée originaire de la ville d'Ibarra, en Équateur. Il s'agit d'un spiritueux demi-sec anisé d'une teneur en alcool de 27 % produit par Licores de América S.A. (Licoram S.A.), basée à Ibarra.

## Production
Une fois les matières premières libérées, le mélange est préparé en remuant la liqueur Norteño selon sa formulation dans des cuves en acier inoxydable, puis un échantillonnage organoleptique et de la teneur en alcool est effectué, il est transféré dans une autre cuve en acier inoxydable et laissé à décanter pendant 48 heures, il est filtré et procède au conditionnement, à l'étiquetage, au placement du composant de sécurité physique, au codage, à l'emballage et au stockage.
Le Norteño est commercialisé dans des récipients en verre de 375 et 750 ml avec bouchon en métal et valve de sécurité, en doypack de 750 ml (manchon en plastique), et en bouteilles en verre de 1 500 ml.